# Karl Klöckner (Radsportler)
Karl Klöckner (* 12. Januar 1915 in Köln oder in Hamburg; † unbekannt) war ein deutscher Radrennfahrer und nationaler Meister im Radsport.

## Sportliche Laufbahn
Klöckner war Bahnradsportler. Er war Teilnehmer der Olympischen Sommerspiele 1936 in Berlin. In der Mannschaftsverfolgung fuhr er gemeinsam mit Heinz Hasselberg, Heiner Hoffmann und Erich Arndt. Der deutsche Bahnvierer unterlag im Rennen um die Bronzemedaille dem Vierer aus Großbritannien und blieb ohne Medaille.
1935 wurde er nationaler Meister im Tandemrennen mit Heiner Hoffmann als Partner. In der Meisterschaft in der Mannschaftsverfolgung gewann er die Silbermedaille. Er startete für den Radfahrer-Verein Arminius Köln.